# Campagnes d'encerclement

Les campagnes d’encerclement sont des opérations de l'armée nationale révolutionnaire du Kuomintang contre les forces du Parti communiste chinois durant la guerre civile chinoise. Les campagnes sont menées de la fin des années 1920 au milieu des années 1930 dans le but d'isoler et de détruire l'Armée rouge chinoise en plein développement en attaquant les bases communistes dans différentes régions de la République de Chine.

## Campagnes d'encerclement par région
- Campagne d'encerclement contre le Soviet du Fujian oriental
- Campagne d'encerclement contre le Soviet du Hunan–Hubei–Jiangxi (en)
- Campagne d'encerclement contre le Soviet du Hunan-Hubei-Sichuan-Guizhou (en)
- Campagne d'encerclement contre le Soviet du Hunan–Jiangxi (en)
- Campagne d'encerclement contre le Soviet du Hubei et du Hunan occidental (en)
- Campagne d'encerclement contre le Soviet du Nord-Est du Jiangxi (en)
- Campagne d'encerclement contre le Soviet du Yunnan-Guizhou-Guangxi
- Campagne d'encerclement contre le Soviet du Zuojiang

## Premières campagnes d’encerclement
- Première campagne d'encerclement contre le Soviet du Fujian central
- Première campagne d'encerclement contre le Soviet du Guizhou oriental
- Première campagne d'encerclement contre le Soviet du Hailufeng
- Première campagne d'encerclement contre le Soviet du Honghu (en)
- Première campagne d'encerclement contre le Soviet du Hubei-Henan-Anhui (en)
- Première campagne d'encerclement contre le Soviet du Hubei–Henan–Shaanxi (en)
- Première campagne d'encerclement contre le Soviet du Jiangxi (en)
- Première campagne d'encerclement contre le Soviet du Nantong-Haimen-Rugao-Taixing
- Première campagne d'encerclement contre le Soviet du Qiongya
- Première campagne d'encerclement contre le Soviet du Shaanxi-Gansu (en)
- Première campagne d'encerclement contre le Soviet du Sichuan-Shaanxi
- Première campagne d'encerclement contre le Soviet du Fujian méridional
- Première campagne d'encerclement contre le Soviet du Youjiang

## Deuxièmes campagnes d’encerclement
- Deuxième campagne d'encerclement contre le Soviet du Fujian central
- Deuxième campagne d'encerclement contre le Soviet du Guizhou oriental
- Deuxième campagne d'encerclement contre le Soviet du Hailufeng
- Deuxième campagne d'encerclement contre le Soviet du Honghu (en)
- Deuxième campagne d'encerclement contre le Soviet du Hubei-Henan-Anhui (en)
- Deuxième campagne d'encerclement contre le Soviet du Hubei–Henan–Shaanxi (en)
- Deuxième campagne d'encerclement contre le Soviet du Jiangxi (en)
- Deuxième campagne d'encerclement contre le Soviet du Nantong-Haimen-Rugao-Taixing
- Deuxième campagne d'encerclement contre le Soviet du Qiongya
- Deuxième campagne d'encerclement contre le Soviet du Shaanxi-Gansu (en)
- Deuxième campagne d'encerclement contre le Soviet du Sichuan-Shaanxi
- Deuxième campagne d'encerclement contre le Soviet du Fujian méridional
- Deuxième campagne d'encerclement contre le Soviet du Youjiang

## Troisièmes campagnes d’encerclement
- Troisième campagne d'encerclement contre le Soviet du Honghu (en)
- Troisième campagne d'encerclement contre le Soviet du Hubei-Henan-Anhui (en)
- Troisième campagne d'encerclement contre le Soviet du Hubei-Henan-Shaanxi
- Troisième campagne d'encerclement contre le Soviet du Jiangxi (en)
- Troisième campagne d'encerclement contre le Soviet du Shaanxi-Gansu (en)
- Troisième campagne d'encerclement contre le Soviet du Sichuan-Shaanxi
- Troisième campagne d'encerclement contre le Soviet du Youjiang

## Quatrièmes campagnes d’encerclement
- Quatrième campagne d'encerclement contre le Soviet du Hubei-Henan-Anhui (en)
- Quatrième campagne d'encerclement contre le Soviet du Hubei et du Hunan occidental (en)
- Quatrième campagne d'encerclement contre le Soviet du Jiangxi (en)

## Cinquièmes campagnes d’encerclement
- Cinquième campagne d'encerclement contre le Soviet du Hubei-Henan-Anhui (en)
- Cinquième campagne d'encerclement contre le Soviet du Jiangxi (en)

## Conséquences
Les quatre premières campagnes d'encerclement ne sont pas des succès. Cependant, avec l'ascension d'Adolf Hitler en Allemagne en 1933 et l'intensification de la coopération sino-germanique, les nationalistes réussissent dans leurs cinquièmes campagnes d'encerclement qui mènent directement à la célèbre Longue marche des forces communistes.

## Source de la traduction
- (en) Cet article est partiellement ou en totalité issu de l’article de Wikipédia en anglais intitulé « Encirclement Campaigns » (voir la liste des auteurs).